# Marcin Zygmunt Zieleński
Marcin Zygmunt Zieleński (ur. 1 kwietnia 1694 w Świętajnie koło Olecka, zm. 20 stycznia 1741 w Królewcu) – polski duchowny luterański, pisarz religijny.

## Życiorys
Urodzony w rodzinie pastorskiej, osiadłej w Prusach Książęcych w XVI w. Uczył się w szkole staromiejskiej w Królewcu, w latach 1715–1721 studiował na tamtejszym uniwersytecie teologię i filozofię. W latach 1721–1729 był diakonem (wikariuszem), a następnie proboszczem polskiej parafii ewangelicko-augsburskiej w tym mieście.
Przełożył z niemieckiego na polski szereg pism religijnych, brał też udział w tłumaczeniu Nowego Testamentu i Konfesji Augsburskiej.
Niekiedy określany jako Marcin Zygmunt Zieliński.